# System of a Down (album)
System of a Down este albumul de studio de debut al trupei americane de heavy metal System of a Down, lansat pe 30 iunie 1998, de American Recordings și Columbia Records. Albumul a fost certificat aur de Recording Industry Association of America pe 2 februarie 2000.
După succesul următorului album, Toxicity (2001), albumul System of a Down a fost certificat platină.

## Compoziție
Albumul este în general considerat nu metal și metal alternativ, ambele genuri devenind elemente de bază pentru trupă. Temele lirice de-a lungul albumului variază, multe melodii urmând o temă anti-război, dar au și subiecte de genocid, religie și spălarea creierului. „Suite-Pee” este o critică a pedofiliei în cadrul Bisericii și a extremismului religios. „Soil” este, potrivit cântărețului principal Serj Tankian, „despre moarte și despre prietenii care mor și despre viața care moare”. „P.L.U.C.K.” este un cântec dedicat victimelor genocidului armean și este menit să fie o critică și denunțare a guvernului turc.

## Recepție
System of a Down a primit aprecieri din partea criticilor de muzică. Q a numit-o „un punct de plecare excelent pentru această trupă curioasă”.
Albumul este prezentat în cartea 1001 de albume de ascultat într-o viață. Loudwire a inclus albumul în lista sa cu cele mai bune albume de debut pentru metal, la numărul 22.

## Lista melodiilor
| Nr.             | Titlu                                                      | Lungime |  |
| 1.              | „Suite-Pee”                                                | 2:31    |  |
| 2.              | „Know”                                                     | 2:56    |  |
| 3.              | „Sugar”                                                    | 2:33    |  |
| 4.              | „Suggestions”                                              | 2:44    |  |
| 5.              | „Spiders”                                                  | 3:35    |  |
| 6.              | „DDevil”                                                   | 1:43    |  |
| 7.              | „Soil”                                                     | 3:25    |  |
| 8.              | „War?”                                                     | 2:40    |  |
| 9.              | „Mind”                                                     | 6:16    |  |
| 10.             | „Peephole”                                                 | 4:06    |  |
| 11.             | „CUBErt”                                                   | 1:50    |  |
| 12.             | „Darts”                                                    | 2:42    |  |
| 13.             | „P.L.U.C.K.” (Politically Lying, Unholy, Cowardly Killers) | 3:33    |  |
| Lungime totală: | Lungime totală:                                            | 40:36   |  |

| Ediția Japoneză |                 |         |  |
| Nr.             | Titlu           | Lungime |  |
| 14.             | „Marmalade”     | 3:02    |  |
| 15.             | „Störagéd”      | 1:19    |  |
| Lungime totală: | Lungime totală: | 44:57   |  |

| CD Bonus (Ediție Specială) |                    |         |  |
| Nr.                        | Titlu              | Lungime |  |
| 1.                         | „Sugar” (Live)     | 2:27    |  |
| 2.                         | „War?” (Live)      | 2:48    |  |
| 3.                         | „Suite-Pee” (Live) | 2:58    |  |
| 4.                         | „Know” (Live)      | 3:04    |  |
| Lungime totală:            | Lungime totală:    | 13:17   |  |

1. ↑  „Gold & Platinum” (în engleză). RIAA. Accesat în 3 septembrie 2021.
2. ↑  October 4, Graham HartmannPublished:; 2012. „System of a Down's Daron Malakian Dishes on Politics and Religion” (în engleză). Loudwire. Accesat în 3 septembrie 2021.
3. ↑  June 6, Graham HartmannPublished:; 2013. „No. 22: System of a Down, 'System of a Down' – Best Debut Metal Albums” (în engleză). Loudwire. Accesat în 3 septembrie 2021.